# Natalia Strunnikova
Natalia Strunnikova (Unión Soviética, 14 de marzo de 1964) es una nadadora soviética retirada especializada en pruebas de estilo libre, donde consiguió ser medallista de bronce olímpica en 1980 en los 4 x 100 metros estilos.

## Carrera deportiva
En los Juegos Olímpicos de Moscú 1980 ganó la medalla de bronce en los relevos de 4 x 100 metros estilos (nadando el largo de estilo libre), con un tiempo de 4:13.61 segundos, tras la República Democrática Alemana (oro) y Reino Unido (plata), siendo sus compañeras de equipo las nadadoras: Yelena Kruglova, Elvira Vasilkova, Alla Grishchenkova, Irina Aksionova y Olga Klevakina.